# 豐嶋真千子
豐嶋真千子（日语：豊嶋 真千子，1971年12月28日—），日本女性配音員、旁白、舞台演員、歌手。出身於茨城縣。青二Production所屬。身高151cm。O型血。

## 經歷
茨城縣立龍崎第一高等學校畢業後，進入明治大學短期大學。畢業後，轉入明治大學經營學院3年畢業。青二塾東京校第14期（從週日班學習後轉入本科班然後畢業）。除了配音作為主業外，她也有舞台經驗。
1997年，與同屬青二Production的桑島法子組成雙人組合「GIRLS BE」，並發行與少年漫畫《BOYS BE…》同捆的CD（1997年12月停止活動）。
1998年5月31日，東京大學五月節舉辦了豐嶋真千子的演講，日刊體育在娛樂專欄中以文章的形式介紹了其中的內容。
2015年3月21日，她在自己的官方部落格上宣布與一名圈外人士結婚。
2016年6月5日播出的集數起，接替在富士電視台動畫《櫻桃小丸子》中死去的水谷優子演的姊姊（櫻咲子）一角。此外，她也繼承了同作裡面以前水谷演的一些配角。

## 人物
桑島也是自己和其他人都承認的親密朋友。與她關係密切的其他配音員包括鈴木麻里子和米本千珠。
資格、執照：英檢2級、漢字檢定2級。
興趣：足球觀戰、料理、瑜珈、日本舞。特長：日本舞、鋼琴。

## 演出
粗體字表示主要角色。

### 電視動畫
1994年
- 奇天烈大百科（女孩子、有氧舞蹈教室學生、小學生、男孩子）
- 灌籃高手（藤井〈第3代〉）
- 麵包超人（1994年—2022年，笄那笛妹妹、米茲林、奇異果公主、斯諾拉、雷根糖兄弟（紅）、小雨滴妹妹〈第3代〉、栗子）
- 美少女戰士系列（1994年—1995年，隊員、帕拉帕拉、店員、蒲公英 等）3系列

1995年
- 空想科學世界（母馬）
- 近所物語（女學生、中村奈美、女孩子、客人 等）
- 七龍珠Z（指導員）
- 橘子醬男孩（女孩子、後輩）

1996年
- 鬼太郎 (第4作)（姐姐、人魚之子、女孩）
- 靈異教師神眉（1996年—1997年，女學生、迷你幽靈、中島法子[4] 等）

1997年
- 神奇寶貝（1997年—1998年，小霞的墨海馬）

1998年
- 青澀寶貝（杉原真奈美）

1999年
- 宇宙海盜大冒險（日语：宇宙海賊ミトの大冒険）（大久保都）2系列
- 網路安琪兒（她、內蒂）
- ONE PIECE（1999年—2023年，克伊娜[16]）

2000年
- 愛上壞壞的死神（華京院椿）

2001年
- 角子機貴族 銀（日语：パチスロ貴族 銀）（鴨井百合）

2002年
- Weiß kreuz Glühen（淺見老師）
- 魯莽天使（直美、惡童、女性B、女學生 等）
- 週刊神奇寶貝放送局（小霞的墨海馬、小櫻的狩獵鳳蝶）
- 名偵探柯南（2002年—2016年，遠藤紀子、年輕女性、女、新聞主播、倍賞織江）
- 陸上防衛隊（陸空海接線員）

2003年
- 空中大師（日语：エアマスター）（野野樂子）
- 機動戰士鋼彈SEED（亞爾）
- 魔法少年賈修（響詞音）
- 高橋留美子劇場（佳子、由布子、年輕媽媽）
- 高橋留美子劇場 人魚之森（藤吉）
- 巴狼1號（女兵）

2004年
- 馳風競艇王（日语：モンキーターン (漫画)）（小林瑞木）2系列

2005年
- 新宇宙飛龍（埃托里卡·阿爾杰斯）
- 曙光少女（梅麗的母親）
- 變形金剛：銀河之力（露西·鈴木教授[17]、克畢的母親）
- 烘焙王（美女記者）
- 變形金剛：銀河之力（露西·鈴木、提姆&克畢&巴多的母親（漢森太太））

2006年
- 天使心（4歳的早百合）
- 陰守忍者（真子）
- 小柴犬阿旺的和風心（日语：しばわんこの和のこころ）（〈蕎麥麵店的〉女孩子、日式點心店、麻雀、歌舞伎廣播）
- 決鬥大師（2006年—2007年，夢實心）
- 真仙魔大戰（緣繩如天）

2007年
- 鬼太郎 (第5作)（2007年—2009年，長頸妖〈轆轤子〉、塗壁、小黑、記者）
- 悲慘世界 少女珂賽特（學生A）
- 火箭女孩（三原素子）

2009年
- 怪談餐館（美知子老師、女教師）
- 洋葱和尚朝太郎（日语：ねぎぼうずのあさたろう）（大津）

2010年
- 星際寶貝 ～惡作劇外星人的大冒險～（加濟馬吉）
- 櫻桃小丸子 (第2期)（2010年—2015年，刨冰店老闆的女兒、記者、由紀）

2012年
- 加速世界（敵方虛擬角色A）
- HUNTER×HUNTER (新版)（卡拉、雅士妲）

2014年
- 咲-Saki- 全國篇（佐藤裕子）

2015年
- 境界觸發者（三上歌步）

2016年
- 櫻桃小丸子 (第2期)（2016年—，姊姊〈櫻咲子〉〈第2代〉[13]、若林〈第2代〉、內田惠子〈第2代〉、永澤的母親〈第2代〉、山根的母親〈第2代〉、加代子的母親〈第2代〉 等）

2017年
- ONE PIECE 東海特別篇 ～魯夫與四位夥伴的大冒險～（日语：ONE PIECE エピソードオブ東の海 〜ルフィと4人の仲間の大冒険!!〜）（克伊娜）

2021年
- 鬼滅之刃 遊郭篇

2022年
- Love All Play（榊美聰）

### 電影動畫
1994年
- 劇場版 GS美神（女性）
- 快打旋風II MOVIE（印度少女）

1995年
- 灌籃高手：咆哮籃球員靈魂！花道和流川的灼熱夏季（日语：スラムダンク 吠えろバスケットマン魂!! 花道と流川の熱き夏）（女主播）

1997年
- 靈異教師神眉：午夜0點，神眉必死！（中島法子）
- 靈異教師神眉：恐怖的暑假！妖海傳說（中島法子）

2005年
- 麵包超人：哈比的大冒險（日语：それいけ!アンパンマン ハピーの大冒険）

2007年
- 麵包超人：玻露的泡泡球（ビリリ）

### OVA
1995年
- 新·甜心戰士

1996年
- 火焰之紋章 紋章之謎

1999年
- 快刀亂麻 THE ANIMATION（日语：快刀乱麻 雅）（藤城小春）
- 銀河少女警察 The Animation（約內斯科、主播B）

2000年
- KIRARA（日语：KIRARA）（艾美）
- 創世聖紀Devadasy（日语：創世聖紀デヴァダシー）（土御門沙耶伽）

2001年
- ONE ～光輝的季節～（川名岬）

2004年
- INTERLUDE（日语：インタールード (ゲーム)）（峰岸薰子）

2006年
- 聖鬥士星矢 冥王黑帝斯冥界篇（日语：聖闘士星矢 冥王ハーデス編）（一輝〈幼少時期〉（日语：鳳凰星座の一輝））

### 遊戲
1994年
- 恐怖驚魂夜（悲鳴）

1996年
- 超真實麻雀PVI（日语：スーパーリアル麻雀#スーパーリアル麻雀PVI）（香山玉美）
- 真愛故事（日语：トゥルー・ラブストーリー）（後藤育美）
- 同級生（佐久間千春）[注 1]
- 露娜 銀河之星物語（洛維絲）

1997年
- 快刀亂麻（日语：快刀乱麻 (ゲーム)）（藤城小春）
- 靈異教師神眉（中島法子）
- 同級生麻雀（佐久間千春）
- 特勤機甲隊2（麗莎·莫利娜）
- 超時空要塞 數位任務 VF-X（日语：マクロス デジタルミッション VF-X）（波旺·賀旺）
- Money Idol Exchanger（日语：マネーアイドルエクスチェンジャー）（露露拉·弗蘭〈苦澀櫻桃〉）
- 夢幻模擬戰IV（薔薇西爾公主）

1998年
- 金田一少年之事件簿 ～星見島悲哀的復仇鬼～（立花由布）[注 2]
- 青澀寶貝（杉原真奈美）
- 青澀寶貝（杉原真奈美）
- （三宅丈子）
- 虹色閃爍 ～咕嚕咕嚕大作戰～（席翁）
- （冰川未來）
- 名偵探柯南（古屋真弓）
- （秋川由香里、秋川綠）

1999年
- 快刀亂麻 雅（日语：快刀乱麻 雅）（藤城小春）
- （生駒勇花）
- 夢幻騎士（米希亞）
- 火魅子傳 ～戀解～（日语：火魅子伝）（羽江）
- 後夜祭（日语：後夜祭）（西園寺茜）
- To Heart（辛島美音子）
- FRIENDS ～閃耀的青春～（日语：同窓会 (ゲーム)#同窓会 -Yesterday Once More-）（佐伯夏奈子）
- 衝鋒飛車2（日语：ランナバウト (ゲーム)）

2000年
- 青澀寶貝2（日语：センチメンタルグラフティ2）（杉原真奈美）
- （土御門沙耶伽）
- 來玩麻雀吧！2（北半球霸子）

2001年
- （任務）
- 青澀寶貝 ～約束（杉原真奈美）
- 21-Two One-（日语：21-Two One-）（狹川翠）

2002年
- Only you -熱鬥學園-（杜若菖浦）
- Reveal Fantasia ～瑪莉艾露路與妖精物語～（日语：リーヴェルファンタジア〜マリエルと妖精物語〜）（費歐娜）

2003年
- INTERLUDE（日语：インタールード (ゲーム)）（峰岸薰子）
- SAKURA ～雪月華～（日语：SAKURA 〜雪月華〜）（酒桝十和子）

2004年
- Sentimental Prelude（日语：センチメンタルプレリュード）（杉原真奈美）

2005年
- 遺跡傳奇（阿梅利亞·坎貝爾、雷姆）
- 裝甲警備隊SF（日语：リモートコントロールダンディSF）（咪咪·紐頓）

2009年
- 銀河之星 銀白星球的和聲（洛維絲）

### 外語配音

#### 電影
- 美國天堂（英语：An American Rhapsody）（蘇珊·桑鐸〈史嘉蕾·喬韓森〉）
- 超完美分手大全（英语：Breakin' All the Rules）
- 朋友（童年時期的尚澤）※DVD（標準語）版。
- 大白鯊 (1975年電影)（克麗絲·沃特金斯〈蘇珊·巴克林尼（英语：Susan Backlinie）〉）※東京電視台版。
- 幼齒老婆（金老師〈安善英〉）
- 永不退縮（英语：Never Back Down）（巴哈·米勒〈安柏·赫德〉）
- 碧海奇緣（英语：Ocean Girl）（莎莉）
- 第七卷軸（英语：The Seventh Scroll）（哈皮·阿爾·西瑪〈傑佛瑞·里康（英语：Jeffrey Licon）〉）

#### 電視影集
- 飛離航道（英语：Air America (TV series)）（朱麗葉）
- 醫門豪傑（英语：Chicago Hope）（弗洛里）
- 「法」妻
- 太王四神記
- 心計 (第1季)（史提維·凱德〈達比·斯坦奇菲爾德（英语：Darby Stanchfield）〉）
- 彭薩科拉：黃金之翼（英语：Pensacola: Wings of Gold）（珍妮·凱利〈克麗絲汀娜·羅肯〉）
- 月光騎士（亞齊爾）
- 星夢奇緣（李華〈趙美玲〉）

#### 動畫
- 四眼天雞
- 大力士（英语：Hercules (1998 TV series)）（女性）
- 瓦力

### 真人演出
- 電影「EAT&RUN（日语：EAT&RUN）」
- VHS錄影帶「廣播紀錄片vol.1 豐嶋真千子 Earthly Paradise」[注 3]
- 電視連續劇「CONTROL ～犯罪心理搜查～」—中川惠

### 廣播節目
- （飾 庫拉拉）（T-FM「SCHOOL OF Lock」內）（2012年）
- （飾 珈西）（T-FM「SCHOOL OF Lock」內）（2013年）
- （飾 庫拉拉）（T-FM「SCHOOL OF Lock」內）（2014年）
- 人造人009誕生篇（飾 003／法蘭索娃·阿爾達奴）
- 青山二丁目劇場（日语：青山二丁目劇場） 原創廣播劇
  - 「海邊的麵包屋」（石神翔子）
  - 「三丁目的夕陽 ～寒冬篇～」（幸子）
  - 「源氏物語」（葵之上）
  - 「她有她的秘密」（唱歌的紅葉）
  - 「繡球花歌 ～盆舞～」（阿松）
  - 「媽媽的料理」（加藤良枝）
  - 「Survivor's guilt」（伊藤遼子）
  - 「8月的小夜曲」（田邊由香）
  - 「龜裂的滿樂」（陽子）
  - 「好伴侶」（京子）

等多數
- （FM世田谷）
- 我們的青春J POP 嘉賓演出（NHK第1廣播）
- 朝日放送 原創廣播劇 「黃昏流星群」
- 文化放送 原創廣播劇 「大奧」
- NHK「FM劇院」

下列為擔任節目主持人
- OPEN SALON 834
- 豐嶋真千子Earthly Paradise
  - 豐真千子、岩田光央 ASUPARA  FUN!!
- GIRLS 關於BE的事與POYOPOYO
- 廣播劇 Emerald Dragon（日语：エメラルドドラゴン）（龍之少女）
- Game Walker Net Saturday
- 青澀之夜系列
- TV Game Radions（日语：TV Game Radions V3）
  - TV Game Radions R
  - TV Game Radions Air Special Go！Go！
  - TV Game Radions V3
  - 歸來的青澀之夜 20（日语：帰ってきたセンチメンタルナイト#帰ってきたセンチメンタルナイト 20）（2018年）
- To Heart
- 豐真千子的快刀亂麻！
- ES時間 電台的時間（日语：ESアワー ラジヲのおじかん）
- 偵探eye's
- 青山二丁目 太紀的店

### 廣播劇CD
- 青澀寶貝 那一天的樣子你有…（杉原真奈美）
- 真愛故事（日语：トゥルー・ラブストーリー）（後藤育美）
- 私人的 超真實麻雀（日语：スーパーリアル麻雀）P6 (P-Six 廣播劇CD書)（香山珠海）
- 幻獸奇緣（康妮／康娜莉亞·多雷伊斯卡里）
- 恐怖驚魂夜（佐久間綠）
- 少年吉他手（日语：ギタルマン）（皮科）
- ONE ～光輝的季節～（川名岬）
- 後夜祭（日语：後夜祭）（西園寺茜）
- 你與我的偶像偵探（明智舞）
- 行星階梯（輝夜）
- 夢幻騎士（米希亞）
- 終焉的年代記（布蓮西兒·希爾特）
- 學校的恐怖故事S（日语：学校であった怖い話） 驚悚原聲帶（福澤玲子）
- KIRARA（日语：KIRARA） 原創“衝撃波”廣播劇專輯「黎明之前」（艾美）
- 真假茱莉葉（片岡伸子）
- 兵蜂PARADISE（莎拉）
- 新真知子老師（麻衣真知子）
- 女神異聞錄（綾瀨優香）
- 摔角天使（日语：レッスルエンジェルス） 原創戰鬥故事（越後忍）

### CD
- 鬼太郎 （長頸妖）

### 旁白
現在常駐節目
- NHK綜合單元旁白
- 衛星劇場（日语：衛星劇場） 節目介紹

以前旁白節目
- 大自然的日常（NHK綜合，擔任本片插入迷你單元的旁白，及外景非洲象的取材採訪）
- 商業報告（東京電視台）
- 男女糾察隊（單元旁白）（朝日電視台，2010年）
- 高畫質特集 日本攝影師的野外求生戰：尾崎幸司（NHK BS-hi）
- 激鬥大家庭特集（日语：大家族スペシャル） 27歲原不良少女美女老婆的奮鬥！4男3女9人大家庭，孤獨妻子用一生換來的親情！（TBS，2010年3月25日）
- 特別週四（日语：スパモク!!） 激鬥大家庭特集 自給自足19年戶外小房子2（TBS，2011年）
- 聚集！驚喜大家庭 撫子媽媽在日本努力奮鬥特集（TBS，2011年）
- 激鬥大家庭特集！大草原上的小家庭（TBS，2011年）
- 4小時全程！激鬥大家庭特集（TBS，2011年）
- 激鬥大家庭特集！6男7女15人大家庭 背水一戰蕎麥屋奮鬥日記（TBS，2012年）
- SMAP GO！GO！（富士電視台，2013年）
- 全力支持！索契冬奧 全民問答（NHK BS1，2014年）
- 傳奇音樂會 西城秀樹出道50年特集（NHK BS Premium／BS4K，2021年）[18][注 4]

### 舞台
- 劇團岸野組公演（2009年5月，池袋藝術劇場）—飾 小夜
- 劇團岸野組公演（2012年10月，下北澤本多劇場）—飾 阿梗
- 劇團岸野組公演（2014年11月，俳優座）—飾 若綠
- 朗讀劇「秘密」（原作：東野圭吾）—飾 藻奈美、直子
- 朗讀劇 語音博覽會「雪女」—飾 雪女
- 朗讀劇 語音博覽會「椿山長官的七日」（原作：淺田次郎）—飾 蓮子
- 朗讀劇「林肯」
- 劇團雙六公演「誘因」
- 劇團雙六公演
- 劇團大富豪第5回公演「ETERNAL BLUE」（2008年9月25日—28日，淺草橋Ad lib小劇場）
- 劇團大富豪第7回公演「流星」（2011年8月3日－7日，塚工廠）—飾 竹中美嘉

### 其它
- 直到世界的盡頭 ItteQ！（外國人的日語配音）
- 閱讀故事「一起去東京之星吧」（直美）
  - 插入歌（with 桂川千繪（日语：桂川千絵），作詞：白倉由美（日语：白倉由美），作曲：松尾一彥）
- Beisia電器行（日语：ベイシア電器）店內解說
- （川柳單元）
- 週六PREMIUM（日语：土曜プレミアム） 獨家說明 誰殺害了圖坦卡門!? ～謎一樣的少年王，悲劇的人生～（聲音演出）
- 真實觀測器達人Z（日语：超潜入!リアルスコープハイパー）（聲音演出）

## 音樂作品
- 單曲
  - （電視動畫《真之子老師（日语：まいっちんぐマチコ先生）》主題歌翻唱）
  - Earthly Paradise
  - Way to Love
  - （GIRLS BE）

- 專輯
  - （1998年11月21日，COCX-30518）
  - True Emotion（1999年10月21日，COCX-30648）
  - Sunny Days（2001年3月7日，KICA-1245）
  - Best Match（2002年5月22日，KICA-1264）

- 企劃盤
  - （2003年7月25日）

### 現場演唱會、戶外活動
- 青二Production30週年紀念公演「Voice Festival to 2000」（1999年10月2日、3日〈單日2場，共4場〉，中野太陽廣場）[注 5]
- Machiko Toyoshima Happy Birthday Live（2000年12月28日，下北澤CLUB251）
- 豐真千子25週年紀念大感謝祭（2021年6月27日〈單日2場〉，新橫濱NEW SIDE BEACH!!）[注 6]

## 相關項目
- SG GIRLS（日语：SGガールズ）

## 腳註

## 外部連結
- MACHIKO'S GARDEN CAFE （日語）—豐嶋真千子的官方個人網站。
  - gardencafe，存于 （日語）—豐嶋真千子的官方個人網站。
- 豐嶋真千子｜青二Production （日語）
- （日語）—豐嶋真千子的官方個人部落格。
- 豐嶋真千子的X（前Twitter） （日語）
- Machiko Toyoshima （页面存档备份，存于） （日語）—TMDb
- Machiko Toyoshima在互联网电影资料库（IMDb）上的資料（英文）